# Édouard Claparède

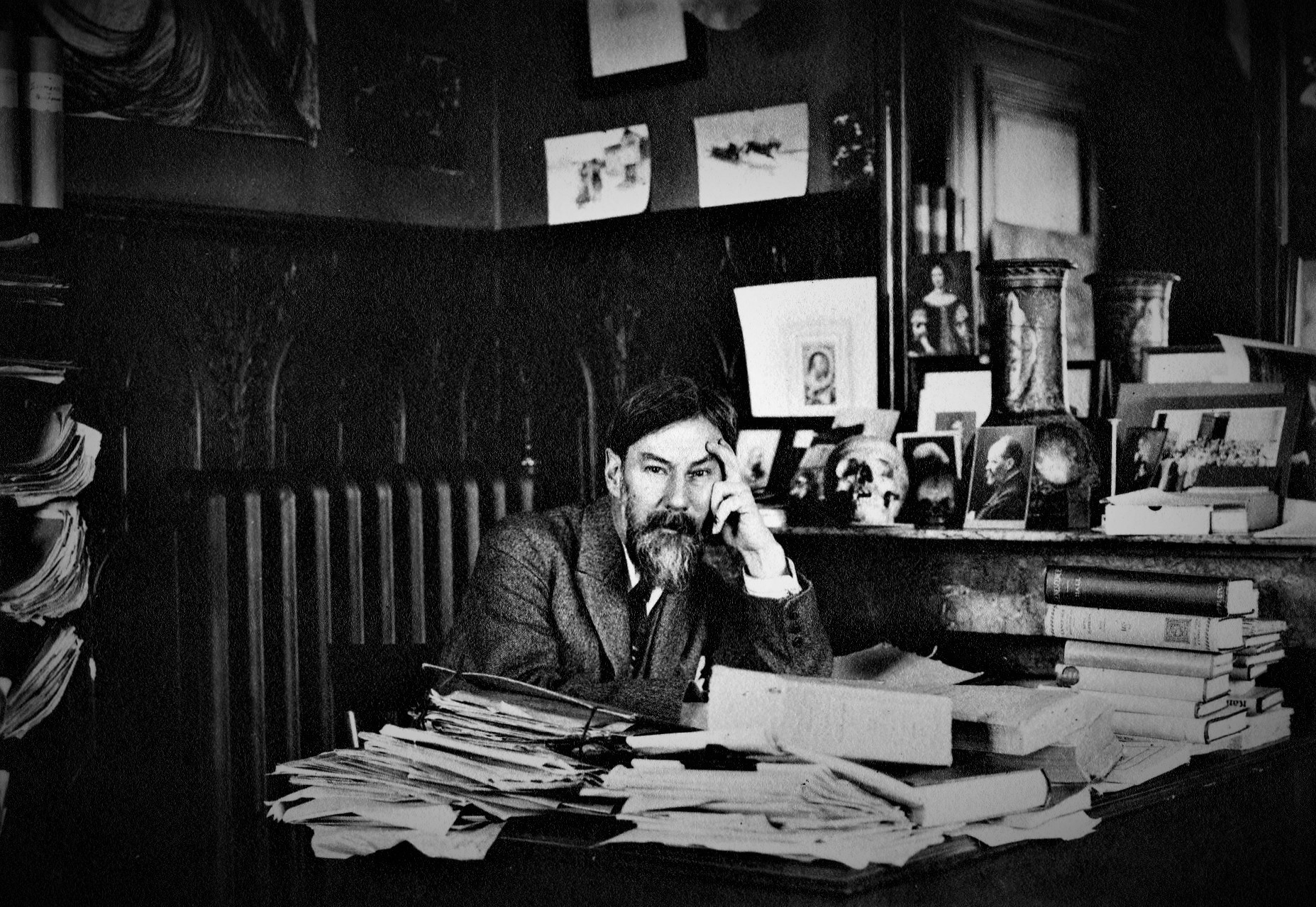
Édouard Claparède

Édouard Claparède (* 24. März 1873 in Genf; † 29. September 1940 ebenda) war ein Schweizer Psychologe und Pädagoge, der die École de Psychologie et des Sciences de l’Éducation an der Universität Genf gründete.

## Leben
Claparède, ein Sohn des Pfarrers und Theologen Théodore Claparède (1828–1888), der sich schon 1892 kritisch zu seiner Collège-Ausbildung geäußert hatte, studierte in Genf und kurzfristig auch in Leipzig. Er schloss 1897 sein Medizinstudium ab und verbrachte dann ein Jahr in Paris, wo er die Bekanntschaft Alfred Binets machte. Ab 1899 arbeitete er bei seinem Onkel Théodore Flournoy. Er forschte zunächst zu Themen wie Schlaf, Wachheit und Ermüdung und dehnte seine Untersuchungen schnell über das Gebiet der Physiologie hinaus zu den psychischen Funktionen, die mit diesen Erscheinungen in Verbindung stehen, aus. Kindheit war ein weiteres zentrales Thema für Claparède. Bekannt wurde Claparède durch seine Theorie der Bewusstwerdung: Handlungen dringen dann ins Bewusstsein, wenn sie nicht automatisiert ablaufen. Er führte den Begriff der Psycholoexie (alle qualitativen psychischen Vorgänge) als Gegenposition zur quantitativ orientierten Psychometrie ein.
1898 schrieb er eine – nicht publizierte – Abhandlung über die Bedingungen öffentlicher Meinungen. Dieses Thema beschäftigte ihn sein Leben lang. Sein besonderes Interesse galt aber auch der Kinder- und Tierpsychologie; seit 1911 vertrat er die Theorie des Funktionalismus. 1912 gründete er sein erziehungswissenschaftliches Institut an der Universität von Genf (Institut Jean-Jacques Rousseau). Im selben Jahr legte er erstmals Beobachtungen, die er an den Elberfelder Pferden von Karl Krall gemacht hatte, schriftlich nieder. Zu dieser Zeit war er noch von Kralls Annahme, die Tiere könnten in menschlicher Sprache denken und kommunizieren, überzeugt. Einige Jahre später erlebte er bei eigenen Experimenten mit den Elberfelder Pferden Rückschläge, doch verteidigte er Krall stets gegen seine Kritiker.
Claparède war mit Jean Piaget (1896–1980) befreundet, der 1929 nach Genf kam und nach Claparèdes Tod ab 1940 dessen Lehrstuhl sowie das Direktorat des Instituts J.J. Rousseau übernahm.

## Schriften
1905 erschien sein Werk Psychologie de l'enfant et pédagogie expérimentale, das er später unter dem Aspekt des Funktionalismus überarbeitete, 1931 Éducation fonctionelle und 1940 Morale et politique. Insgesamt verfasste er zwischen 1892 und 1940 über 600 Schriften. Postum wurde von Pierre Bovet seine Autobiographie veröffentlicht, die Développement mental enthielt. 1901 rief er zusammen mit Flournoy die Archives de psychologie ins Leben. 1920 kümmerte er sich um die erste Übersetzung der fünf Vorlesungen Über Psychologie von Sigmund Freud durch Yves Le Lay ins Französische und schrieb die Einleitung dazu.

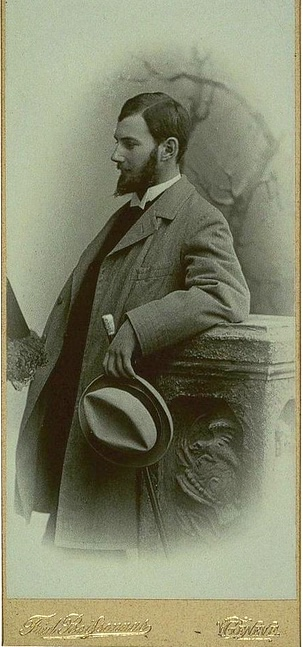
Édouard Claparède um das Jahr 1900.

Im Jahre 1930 prägte er den Begriff ‚mentalisation‘, er wurde als Artikel „La mentalisation“ von Édouard Claparède, in der polnischen Fachzeitschrift „Polskie Archiwum Psychologji“ veröffentlicht.

## Sonstiges
Claparède sah sich in der Tradition Jean Jacques Rousseaus. In den 1950er und 1960er Jahren wurden viele Ansätze Claparèdes zum pädagogischen Gemeingut. Heute werden sie zum Teil wieder in Frage gestellt.
Von 1932 bis 1940 war er Sekretär eines siebenköpfigen internationalen Exekutivkomitees, welches die Internationalen Kongresse für Psychologie ausrichtete.
Anlässlich des 100. Geburtstags Claparèdes fand am 16. November 1973 ein Gedenktag in Genf statt. Begleitet war dieser Gedenktag von zwei Ausstellungen in der Maison des Petits und im Palais Wilson in Genf.